# Phaonantho sordilloae
Phaonantho sordilloae är en tvåvingeart som beskrevs av Pamplona och Márcia Souto Couri 1993. Phaonantho sordilloae ingår i släktet Phaonantho och familjen blomsterflugor. Inga underarter finns listade i Catalogue of Life.